# 夜の天使
「夜の天使」 (よるのてんし、原題：Need Your Loving Tonight) は、クイーンの楽曲で、ベーシストのジョン・ディーコン作曲。この曲は、1980年のアルバム『ザ・ゲーム』のA面、4番目にあり、ディーコンによるアルバムで2番目の曲である（1曲目は地獄へ道づれ）。

## 解説
「夜の天使」は、1980年11月にアメリカと日本でシングルカットされ、アメリカではピークで44位となった。
メロディーはビートルズの影響を非常に受けており、多くのギター・リフにより、パワー・ポップのサウンドを与えている。

## ライブ
1980年から1981年のThe Game Tourで演奏されている。ライブでは、メイとテイラーがコーラスをしており、メイのギターソロの間、マーキュリーがピアノを弾いている（これらは、スタジオバージョンでは行われていない）。

## 担当
- フレディ・マーキュリー - リードヴォーカル、コーラス
- ブライアン・メイ - エレクトリックギター、コーラス
- ロジャー・テイラー - ドラムス、コーラス
- ジョン・ディーコン - エレクトリックベース、アコースティックギター

## シングル収録曲
1. 夜の天使 - Need Your Loving Tonight (Deacon)
2. ロック・イット - Rock It (Prime Jive) (Taylor)